# عبد اللطيف الدراجي
اللواء عبد اللطيف بن جاسم الدراجي وزير داخلية العراق في حكومة عبد الرحمن البزاز والذي توفي مع عبد السلام عارف رئيس الجمهورية الأسبق في حادث الطائرة في القرنة في محافظة البصرة جنوب العراق.
وهو ابن خالة الدكتور محمد صالح محمود الذي كان أول وزير صحة في العهد الجمهوري في حكومة عبد الكريم قاسم.

## الولادة
عبد اللطيف جاسم عبد الله حيدر عبد علي الدراجي من مواليد مدينة الرمادي عام 1331هـ/ 1913م،

## الدراسة
- تعلم القرآن وهو صغير في الكتاتيب، ثم أكمل الدراسة بالمدرسة الابتدائية.
- تخرج من مدرسة الفلوجة الابتدائية ليدخل دار المعلمين ويصبح معلما في أقضية لواء الرمادي (محافظة الأنبار حاليا) في مدارس ألبوعيثة وهيت.
- التحق بالكلية العسكرية الملكية عام 1936 ضمن دورة أبناء العشائر وتخرج منها برتبة ملازم ثاني عام 1938.

## المناصب
- تدرج بمناصبه العسكرية ضمن كثير من الوحدات.
- قبل قيام ثورة 14 تموز 1958 نقل من الكلية العسكرية إلى معسكر جلولاء وهو برتبة عقيد.
- شارك بفعالية في إنجاح ثورة 14 تموز 1958 حيث شكّل مع عبد الكريم قاسم و عبد السلام عارف أضلاع المثلث المنفذ للثورة وقليل ممن كان يعلم بموعدها.
- بعد الثورة شغل منصب آمر الكلية العسكرية 1958-1959
- متصرف لواء الكوت (محافظة واسط) 1959-1961
- متصرف لواء الموصل (محافظة نينوى) 1961-1963
- سفير العراق في ليبيا 1963-1964
- سفير العراق في تركيا 1964-1965
- وزيرا للداخلية في وزارة عارف عبد الرزاق وبقائه في منصبه في وزارة عبد الرحمن البزاز بعد تخلي عارف عبد الرزاق عن محاولته الانقلابية لدى سفر عبد السلام عارف لحضور قمة الدار البيضاء العربية في أيلول من عام 1965 حيث كان الدراجي حينها عضوا في مجلس الرئاسة الذي ينوب عن عبد السلام عارف أثناء وجوده خارج العراق.

لم تبين البحوث المنشورة عن محاولة عارف عبد الرزاق دور الدراجي وهو بمنصب وزير الداخلية ومقرب من سعيد صليبي آمر الانضباط العسكري وحميد قادر مدير الشرطة العام كما أبرزت دوريهما بتخلي عارف عبد الرزاق عن المحاولة ولجوءه إلى مصر ضمن البحوث المنشورة بهذا الصدد مما يثير تساؤلا يحتاج إلى إجابة موثقة.
قال عنه الشاعر والمؤرخ وليد الأعظمي: ( كان رجلا طيبا بطلا شجاعا حسن المعاشرة يحب الخير للناس ).

## وفاته
توفي في حادث سقوط الطائرة بصحبة رئيس الجمهورية عبد السلام محمد عارف في يوم 22 ذو الحجة 1385 هـ/ 13 نيسان 1966م،  وتم تشييع جثمانه في موكب عسكري مهيب، وصلى على جنازته الحاج معتوق الأعظمي في جامع الإمام الأعظم في الأعظمية ودفن في مقبرة الخيزران، وكتب على قبره هذان البيتان: